# Ion Petcu
Ion Petcu (Vajdahunyad, 1959. május 1. –) román válogatott labdarúgó.

## Mérkőzései a román válogatottban
| #  | Dátum            | Ellenfél | Eredmény | Kiírás              | Esemény |
| -- | ---------------- | -------- | -------- | ------------------- | ------- |
| 1. | 1982. május 1.   | Ciprus   | 3 – 1    | Eb-selejtező        | 46'     |
| 2. | 1986. március 2. | Egyiptom | 1 – 0    | barátságos mérkőzés | 87'     |

## Sikerei, díjai
- FC Corvinul Hunedoara:
  - Román labdarúgó-bajnokság bronzérmes: 1981-82
  - Román labdarúgó-bajnokság (másodosztály) bajnok: 1975-76, 1979-80